# François Gardier
François Gardier (Aywaille, 27 marzo 1903 – Seraing, 15 febbraio 1971) è stato un ciclista su strada belga, professionista dal 1927 al 1937.

## Carriera
Corridore adatto alle corse di un giorno, riuscì in carriera ad imporsi in 1 Liegi-Bastogne-Liegi più numerosi piazzamenti di prestigio in altre semi-classiche.

## Palmarès

### Strada
- 1927 (una vittoria)

Classifica generale Giro del Belgio indipendenti
- 1932 (una vittoria)

Bruxelles-Oupeye
- 1933 (una vittoria)

Liegi-Bastogne-Liegi
- 1934 (una vittoria)

Classifica generale Giro del Belgio
- 1935 (una vittoria)

Grand Prix de la Famenne

## Piazzamenti

### Classiche monumento
- Parigi-Roubaix

1933: 41º
- Liegi-Bastogne-Liegi

1927: 7º
1930: 3º
1932: 13º
1933: vincitore
1934: 4º